# Loasa martinii
Loasa martinii är en brännreveväxtart som beskrevs av Rodolfo Amando Philippi. Loasa martinii ingår i släktet Loasa och familjen brännreveväxter. Inga underarter finns listade i Catalogue of Life.